# Filmfestivalen i Cannes 1946
Den första årliga filmfestivalen i Cannes hölls från 20 september till 5 oktober 1946. Festivalen  ägde rum på det tidigare kasinot i Cannes och 21 länder presenterade filmer. Det hade endast gått ett år efter andra världskrigets slut och de flesta filmerna handlade om kriget. Under festivalen uppstod flera tekniska problem, som att tältet blåste bort i en storm dagen innan vinnarna skulle tillkännages, rullarna på Alfred Hitchcocks Notorious! visades i omvänd ordning och Miguel M. Delgados Los tres mosqueteros projiceras upp och ner.
Juryn bestod av en representant per land, med den franske historikern Georges Huisman som juryns ordförande. Med en betoning på kreativitet snarare än på konkurrens presenterade arton nationer sina filmer. Elva av dem delade festivalens första Grand Prix.

## Jury
Följande personer utsågs till juryn för lång- och kortfilmerna:
- Georges Huisman (Frankrike) (historiker) Juryordförande
- Iris Barry (USA)
- Beaulieu (Kanada)
- Antonin Brousil (Tjeckoslovakien)
- JHJ De Jong (Nederländerna)
- Don Tudor (Rumänien)
- Samuel Findlater (Storbritannien)
- Sergei Gerasimov (Sovjetunionen)
- Jan Korngold (Polen)
- Domingos Mascarenhas (Portugal)
- Hugo Mauerhofer (Schweiz)
- Filippo Mennini (Italien)
- Moltke-Hansen (Norge)
- Fernand Rigot (Belgien)
- Kjell Strömberg (Sverige)
- Rodolfo Usigli (Mexiko)
- Youssef Wahby (Egyptenen)
- Helge Wamberg (Danmark)

## Tävlan
Följande filmer tävlade om Grand Prix: 
- Nezbedný bakalář av Otakar Vávra
- Anna och kungen av Siam av John Cromwell
- Banditen av Alberto Lattuada
- Klar signal av René Clément
- Flickan och odjuret av Jean Cocteau
- Blod och eld av Anders Henrikson
- Kort möte av David Lean
- Caesar och Cleopatra av Gabriel Pascal
- Camões av José Leitão de Barros
- Fångna hjärtan av Basil Dearden
- Dunia av Mohammed Karim
- Floarea reginei av Paul Călinescu
- Gasljus av George Cukor
- Gilda av Charles Vidor
- Un giorno nella vita av Alessandro Blasetti
- Slavinna nr 217 av Mikhail Romm
- Glinka (film 1946) av Lev Arnshtam
- Zdravstvuy, Moskva! av Sergei Yutkevich
- Le miserie del signor Travet av Mario Soldati
- Sista chansen av  Leopold Lindtberg
- Morfin av Johan Jacobsen
- Förspillda dagar av Billy Wilder
- Gengångaren av Christian-Jaque
- Amanti in fuga av Giacomo Gentilomo
- Drömmarnas melodi av Bernard Knowles
- Spela för mig av Joshua Meador, Clyde Geronimi, Jack Kinney, Robert Cormack och Hamilton Luske
- María Candelaria av Emilio Fernández
- Muži bez křídel av  František Čáp
- Hustomten skjuter skarpt av René Clément
- Neecha Nagar av Chetan Anand
- Notorious! av Alfred Hitchcock
- Ringaren från Flandern av Louis Daquin
- Den röda jorden av Bodil Ipsen and Lau Lauritzen Jr.
- Rhapsody in Blue av Irving Rapper
- Rom – öppen stad av Roberto Rossellini
- Sjunde slöjan av  Compton Bennett
- Stenblomman av  Aleksandr Ptushko
- Symphonie pastorale av Jean Delannoy
- Hets av Alf Sjöberg
- Três Dias Sem Deus av Bárbara Virgínia
- Los tres mosqueteros av Miguel M. Delgado
- Den stora vändpunkten av Fridrikh Ermler
- Mirakelmannen av H. Bruce Humberstone
- Zoya av  Lev Arnshtam

## Kortfilmer
Följande kortfilmer valdes ut till Grand Prix du court métrage:
- A City Sings av Gudrun Parker
- Aubervilliers av Eli Lotar
- Aubusson av Pierre Biro and Pierre Hirsch
- Bambini in città av Luigi Comencini
- Belyy klyk av Aleksandr Zguridi
- Erövringen av Berlin av Julij Rajzman och Yelizaveta Svilova
- Cantico Dei Marm av Pietro Benedetti och Giovanni Rossi
- Chants populaires av George Dunning
- Chercheurs de la mer av Jean Palardy
- Cypern Is an Island av Ralph Keene
- Des hommes comme les autres av R. Van De Weerdt
- Die Welt av Sam Winston
- En Route av Otto van Meyenhoff
- Épaves av Jacques-Yves Cousteau
- Flicker Flashbacks av Richard Fleischer
- G.I'S In Schweiz av Hermann Haller
- Handling Ships av Allan Crick och John Halas
- Hitler Lives av Don Siegel
- Instruments of the Orchestra av Muir Mathieson
- Jeux d'enfants av Jean Painlevé
- L'Homme av Gilles Margaritis
- La cité des abeilles av Andrev Winnitski
- La Flûte magique av Paul Grimault
- La Locomotive av Stanisław Urbanowicz
- Le Goéland av Willy Peters
- Le Retour à la Vie av Dr K.M. Vallo
- Les Digues en construction av Jo de Haas och Mannus Franken
- Les Halles De Paris av Paul Schuitema
- Les mines de sel de Wieliczka av Jarosław Brzozowski
- Les Ponts De La Meuse av Paul Schuitema
- Les Protubérance solaires av M. Leclerc and M. Lyot
- Lucerne Ville Musicale av Hans Trommer
- Man One Family av Ivor Montagu
- Me he de comer esa tune av Miguel Zacharias
- Metamorphoses av Herman van der Horst
- Molodost nashey strany av Sergei Yutkevich
- Open drop ether av Basil Wright
- Out of the Ruins av Nick Read
- Parques Infantis av Aquilino Mendes och João Mendes
- Utflykt på landet av Jean Renoir
- Pérák a SS av Jiří Trnka
- Prisonnier de guerre av Kurt Früh
- Rapsodia rustica av Jean Mihail
- Réseau x av Mahuzier
- Steel av Frank Bundy
- Suite Varsovienne av Tadeusz Makarczyński
- The Life Cycle of the Onion av Mary Field
- The Purloined Pup av Charles August Nichols
- The Way We Live av Jill Craigie
- Un Port En Plein Coeur De L'Europe av Jaroslav Novotny
- Vánoční sen av Karel Zeman
- Kalle Anka målar bilen av Walt Disney
- World Of Plenty av Paul Rotha
- Your Children's eyes av Alex Strasser
- Zvírátka a petrovstí av Jiří Trnka

## Utmärkelser
Följande filmer och personer fick 1946 års priser:

### Officiella utmärkelser
Långfilmer
- Grand Prix du Festival International du Film :
  - Kort möte av David Lean
  - Hets av Alf Sjöberg [9]
  - Sista chansen av Leopold Lindtberg
  - Förspillda dagar av Billy Wilder
  - María Candelaria av Emilio Fernández
  - Men Without Wings av Frantisek Cáp
  - Neecha Nagar av Chetan Anand
  - Den röda jorden av Bodil Ipsen och Lau Lauritzen Jr.
  - Rom, öppen stad av Roberto Rossellini
  - La symphonie pastorale av Jean Delannoy
  - Velikiy perelom av Fridrikh Ermler
- Juryns internationella pris : Klar signal av René Clément
- Bästa skådespelare : Ray Milland för Förspillda dagar
- Bästa kvinnliga huvudroll : Michèle Morgan för La symphonie pastorale
- Bästa regi : René Clément för Klar signal
- Bästa film: Gabriel Figueroa för María Candelaria och Los tres mosqueteros
- Bästa animationsdesign: Make Mine Music
- Bästa färgfilm: Stenblomman

Kortfilmer 
- Vánoční sen av Karel Zeman
- Zvírátka a petrovstí av Jiří Trnka
- Molodost nashey strany av Sergei Yutkevich
- Les mines de sel de Wieliczka av Jarosław Brzozowski
- La cité des abeilles av Andrev Winnitski
- Épaves av Jacques-Yves Cousteau
- Erövringen av Berlin av Julij Rajzman

### Oberoende utmärkelser
FIPRESCI-priset
- Farrebique av Georges Rouquier

Internationella fredspriset
- Sista chansen